# Calabria Citeriore
A jelenlegi calabriai régió területén már a középkorban azonosítható volt két külön terület, amelyek lakosai az évszázadok során a Calabria Citeriore (vagy Calabria latina) és a Calabria Ulteriore (vagy Calabria greca) elnevezést használták. A Calabria latina a régió északibb területének felel meg, és 1147-től először a Szicíliai Királyság, majd a Nápolyi Királyság és végül a Két Szicília Királysága közigazgatási egységéhez tartozott.

## A Valle di Crati és a Terra Giordana
A normann–Stauf-korszakban Calabria területét három földrajztudományi-közigazgatási régióra osztották: Valle di Crati, Terra Giordana és Calabria (a későbbi Calabria Ulteriore). Pusztán adminisztratív szempontból azonban a Valle di Crati és a Terra Giordana egyetlen törvénykezési egységet alkottak, amelyet pontosan Vallis Gratae et Terra Jordanae-nak hívtak.
Ez a terület Calabria északi részének felelt meg: pontosabban a Val di Crati magában foglalta Cosenzát és a törvénykezési egység nyugati területét, míg a Terra Giordana a tartomány keleti részét foglalta magába dél felé, Catanzaro vidékét. A törvényhozás tehát északon Basilicatával, keleten a Jón-tengerrel, nyugaton a Tirrén-tengerrel, délen pedig Calabria Ulterioréval határos.
A tartomány I. Károly szicíliai király általi meghódítása után a megnevezése nem változott, amint azt az 1266. december 7-i általános adó beszedéséről szóló parancs is mutatja, amelyet „De Vallisgrate et Terra Jordani” kezdettel Girardo de Espiscia törvényhozó bocsátott ki.
Ez utóbbi határa jelentős változáson ment keresztül 1280-ban, amikor Calabria déli tartománya, amelynek kiterjedése kisebb volt, mint az északi részé, Catanzaro, Taverna, Sellia, Simeri, Barbaro, Genicocastro és Mesoraca területek annektálásával bővült, Policastro, Tacina, Le Castella, Rocca Bernarda, Santa Severina, San Giovanni de Monaco, Cotrone, Strivillante, Gimigliano, San Mauro, Cutro, San Leone, Scandale, Magisano, Albi, San Giovanni di Genicocastro és San Martino.
A két Calabria közötti határt ezért keleten a Neto folyása, nyugaton pedig a Decollatura-síkság határozta meg. Így az északi tartomány területe nagyjából megfelelt a jelenlegi Cosenza megyének.

## Calabria Citra
A 16. században a calabriai tartományok elnevezései határozottan megváltoztak, és nemcsak a közhasználatban, hanem a hivatalos névben is Calabria Citra flumen Nethum néven, a Valle di Crati és a Terra Giordana helyett, és Calabria Ultra flumen Nethum, a calabriai Giustizierato helyett.
Ezért a Neto folyótól északra fekvő területeket Calabria citeriore néven azonosították körülbelül négyszáz évig, vagyis egészen a 19. századig, amikor a Savoyaiak meghódították a Két Szicíliai Királyságot és területeit az újszülött Olasz Királysághoz csatolták. Olaszországban ma a tartományt fővárosa nevével azonosítják.
1582-től Calabria Citeriore és Calabria Ulteriore igazgatása, amelyet addig egyetlen főbíróra bíztak, függetlenné vált egymástól, két különálló kormányzó beiktatásával, egyikük Cosenzában, másikuk Reggióban működött.

## A tartomány
A József spanyol király által 1806. augusztus 8-án kibocsátott, a Királyság tartományainak felosztásáról és igazgatásáról szóló 132-es törvénnyel a Nápolyi Királyság területi felosztását a francia minta és a Giustizierati rendszere alapján reformálták meg és nyomták el. A következő években (1806 és 1811 között) királyi rendeletek sorozata fejezte be az új tartományi testület létrehozásának folyamatát az azt magában foglaló községek, valamint a területi határok és a körzetek elnevezésének meghatározásával szerveződött maga a tartomány.
1817. január 1-jétől a közigazgatási szervezetet véglegesen szabályozta a Faro ezen oldalán lévő Real Domini tartományok közigazgatási körülhatárolásáról szóló 1816. május 1-jei törvény.
A közigazgatási szervek székhelye Cosenzában volt, a jelenlegi tartományi épületben.

### Közigazgatási felosztás
A tartományt az előzőtől hierarchikusan egymás után következő közigazgatási szintekre osztották. A tartományt közvetlenül követő szinten azonosítjuk azokat a körzeteket (frazioni), amelyekre osztották őket. A járásokat a községek alkották, a modern állam politikai-közigazgatási szerkezetének alapegységei, amelyekhez a járások túlnyomórészt vidéki központokként tartoztak.
Ezért Calabria Citra tartományt a következő körzetekre osztották:
- Cosenza kerület, 1806 óta
- Castrovillari kerület, 1806 óta
- Rossano kerület, 1806 óta
- Paolai járás (1816-ban jött létre az Amantea járás helyén 1806. december 8-án).

A tartomány járásai összesen 43-at, míg a községek összesen 151-et tettek ki.

## Társadalma

### Nyelvek és dialektusok
Bár a nyelvterületek határai nem egyeznek meg pontosan a közigazgatási határokkal, kijelenthető, hogy a Calabria Citerioréban beszélt nyelvjárások egy része hasonló a többi dél-olasz népnyelvhez, például a nápolyi nyelvhez, és különbözik a calabriai nyelvtől. Az „ulteriore” rész, amelyet a szicíliai nyelv egy változatának tekintenek: a régmúlt (passato remoto) az igék népnyelvi ragozásában valójában hiányzik és ismeretlen is (akár újabban a magyarban). Gerhard Rohlfs filológus és nyelvész véleménye szerint a Calabria Ulteriore dialektusai olyan jelenségeket mutatnak, amelyek a hosszú görög–latin kétnyelvűség tükröződései.
Az észak-calabriai dialektusokban a múlt idő (pl. haju pigliatu o signu jutu – szó szerint vettem és mentem) a gyakori forma, különösen Cosenza tartományban. A pigghiai (presi) vagy ivi (andai) régmúlt, az utóbbi világos latin eredetű (vö. latin igeragozás), azonban Calabria középső-déli részének domináns alakja az, amely pontosan megfelel a Calabria Ulteriornak.

## Fordítás
- Ez a szócikk részben vagy egészben  a   Calabria Citeriore című olasz Wikipédia-szócikk ezen változatának fordításán alapul.  Az eredeti cikk szerkesztőit annak laptörténete sorolja fel. Ez a jelzés csupán a megfogalmazás eredetét és a szerzői jogokat jelzi, nem szolgál a cikkben szereplő információk forrásmegjelöléseként.

## Bibliográfia
- Corografia fisica, storica e statistica dell'Italia e delle sue Isole (olasz nyelven). Firenze: Tipografia L'Insegna di Clio ISBN nélkül
- Dizionario statistico de' paesi del regno delle Due Sicilie ISBN nélkül
- Elenco alfabetico delle province, distretti, circondari, comuni e villaggi del regno delle Due Sicilie (olasz nyelven). Nápoly: Stabilimento Tipografico di Gaetano Nobile ISBN nélkül
- Repertorio amministrativo ossia collezione di leggi, decreti, reali rescritti ecc. sull'amministrazione civile del Regno delle Due Sicilie, vol. 1 (olasz nyelven). Nápoly: Stabilimento Migliaccio ISBN nélkül